# Sigrid Wylach

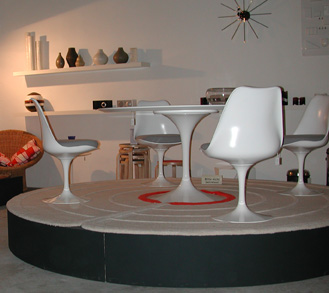
White Flower

Sigrid Wylach (* 3. Dezember 1941 in Berlin) ist eine deutsche Möbel- und Textildesignerin. Sie lebt und arbeitet als selbständige Unternehmerin in Wuppertal.

## Leben
Sigrid Wylach studierte an der Werkkunstschule Hannover. Von 1963 bis 1968 arbeitete sie als Entwerferin und Patroneurin im Teppichatelier von Vorwerk in Wuppertal. Ende der 1960er Jahre entwarf sie als freie Mitarbeiterin für die Bayer AG Kollektionen für europäische Heimtextilien- und Teppichhersteller. Daneben war Sigrid Wylach an der Ausstellung Visiona beteiligt, auf der sie zusammen mit internationalen Designern während der Kölner Möbelmesse ihre Entwürfe präsentierte. Anschließend erhielt sie Aufträge von Industrieunternehmen, Banken, Hotels und Botschaften.
1972 gründete sie ihre eigene Teppich-Werkstatt mit sieben Mitarbeitern. Von 1979 bis 1980 entwarf Sigrid Wylach als Coloristin Teppichkollektionen bei einem Teppichhersteller in Israel. Zur Möbelmesse in Köln 2002 legte Markanto in Zusammenarbeit mit der Designerin Sigrid Wylach eine Reedition der Knoll Teppichkollektion auf.

## Werke und Ausstellungen
Bekannt wurde Sigrid Wylach durch ihre Gestaltung der Teppich-Kollektionen zu den bekanntesten Sitzgruppen der Firma Knoll International, die sie zwischen 1974 und 1988 entwarf. Die Knoll-Teppiche der 1970er Jahre sollten harmonisch integrierende Bestandteile einer Inneneinrichtung sein. Ihre Teppichentwürfe greifen die Gestaltung und Formengebung der Sitzgruppen auf und berücksichtigen wie die Möbel nicht nur die funktionalen, sondern auch die gestalterischen Interessen der Menschen. Berühmt sind vor allem Sigrid Wylachs Teppichmodelle „White Flower“ und „Cet“. 
1989 war Sigrid Wylach mit der Ausgestaltung der Botschaft der UdSSR beauftragt und wurde vom damaligen Staats- und Parteichef Michail Gorbatschow nach Moskau und Leningrad eingeladen. 1992 stellte sie Seidenteppiche in der Tokioter Niederlassung der Bayer AG aus. Im Jahr 1994 präsentierte Sigrid Wylach auf mehreren internationalen Ausstellungen ungewöhnliche Teppiche wie den Klangteppich, eine interaktive Klanginstallation. Es folgte eine Ausstellung mit dem Architekten Bořek Šípek und der Japanerin Hiroko Koshino im Prager Schloss, deren Schirmherr Präsident Václav Havel war. Im selben Jahr bekam sie eine Einladung nach China und in die Mongolei.

## Werke in Museen
Im Grassi Museum für angewandte Kunst in Leipzig ist der Teppich White Flower, ein Entwurf aus dem Jahr 1972, Teil der ständigen Ausstellung. Die Entwurfssammlung der Knoll International Teppichkollektion befindet sich im Stedelijk Museum (Amsterdam).